# Hayley DuMond
Hayley DuMond (* 12. Juli 1974 in Anchorage, Alaska) ist eine US-amerikanische Schauspielerin.

## Leben und Leistungen
Hayley zog im Alter von 15 Jahren nach Mailand, wo sie als Model arbeitete. Sie war zeitweise für die Agentur Elite Model Management tätig. Als Schauspielerin debütierte sie in einer Folge der Fernsehserie Allein gegen die Zukunft aus dem Jahr 1998. Nach zwei weiteren Gastauftritten in Fernsehserien spielte sie im Abenteuerfilm Im Mond des Jägers (1999) die Rolle der Tochter von Clayton Samuels (Burt Reynolds), der ihren Liebhaber Turner (Keith Carradine) jagt. Im Fernsehdrama Dying To Live (1999) übernahm sie eine der Hauptrollen. Eine weitere Hauptrolle spielte sie im Kriegsdrama Hello Girls (2002), welches auf dem WorldFest Houston 2002 mit dem Gold Award prämiert wurde.
DuMond ist seit dem Jahr 2006 mit Keith Carradine verheiratet, ihrem Filmpartner in Im Mond des Jägers, mit dem sie seit den Dreharbeiten eine Beziehung verband.

## Filmografie (Auswahl)
- 1999: Im Mond des Jägers (The Hunter’s Moon)
- 1999: U.S. Seals
- 1999: Dying to Live
- 1999: Operation Delta Force 4: Deep Fault
- 2000: Blutiges Erwachen – Murder in the Mirror (Murder in the Mirror)
- 2001: Room 101
- 2002: Hello Girls (Kurzfilm)
- 2004: Hair High (nur Stimme)
- 2004: Raptor Island
- 2006: All In – Pokerface (All In)
- 2012: House Hunting